# Luke Gasser

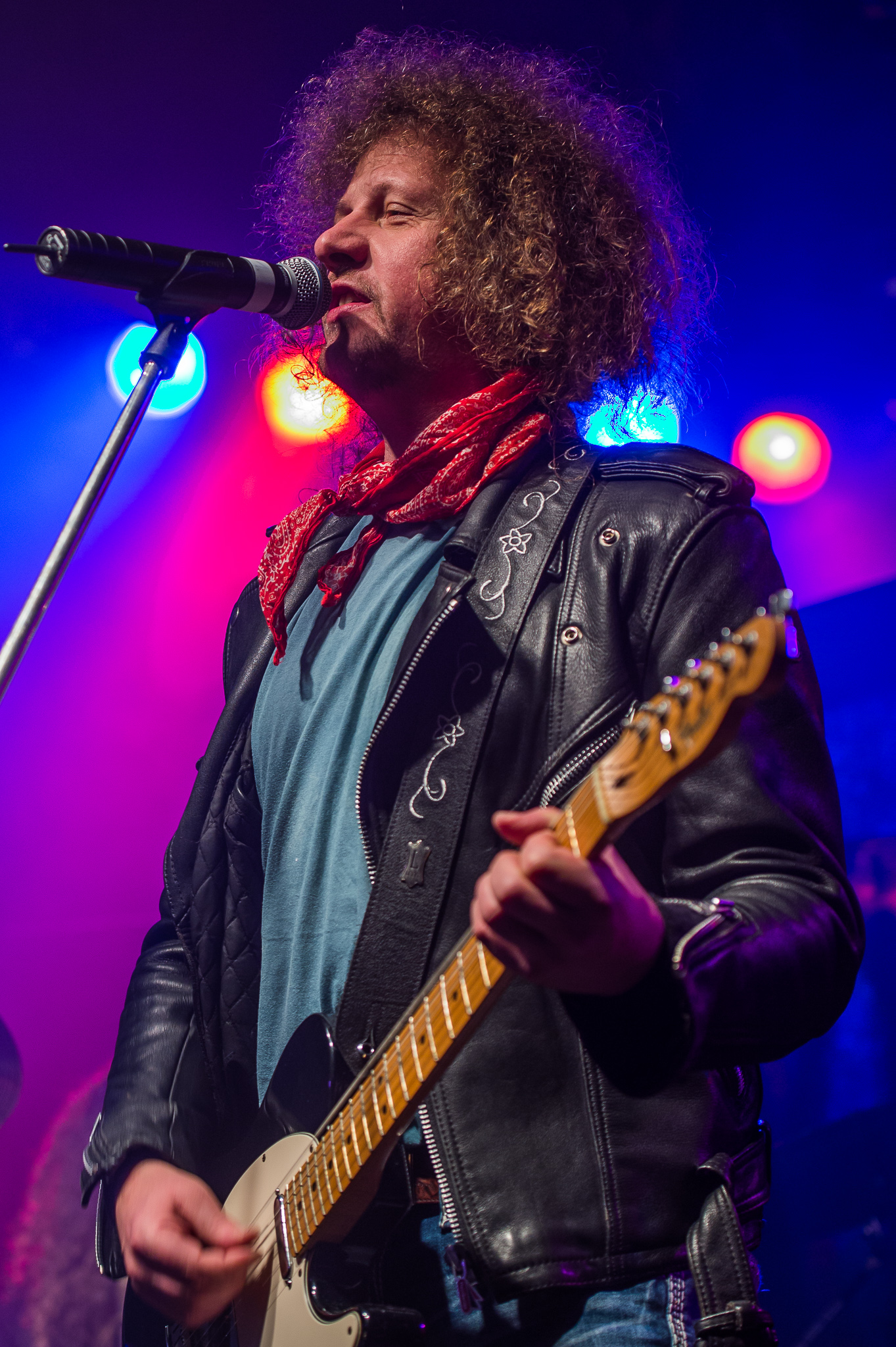
Luke Gasser bei einem Auftritt im Dezember 2016

Lukas «Luke» Gasser (* 8. April 1966 in Lungern) ist ein Schweizer Filmemacher, Bildhauer, Maler, Musiker, Schauspieler und Buchautor.

## Leben
Gasser ist in Lungern im Kanton Obwalden geboren und aufgewachsen. Sein Vater Hans-Heini Gasser war von 1973 bis 1986 Regierungsrat von Obwalden. Von 1983 bis 1987 machte Gasser in Lungern bei Karl Imfeld eine Lehre als Bildhauer und besuchte die Schule für Gestaltung in Luzern. Seit Anfang der 1980er-Jahre tritt er als Rockmusiker auf und seit 1991 ist er als freischaffender Bildhauer, Maler und Musiker tätig. Seit 1999 ist er als Filmemacher aktiv, wobei er zumeist Regie führt, als Produzent auftritt und als Schauspieler mitwirkt. Gasser lebt und arbeitet in Kägiswil, Obwalden.
Im Jahr 2007 kandidierte Luke Gasser überraschend mit der Unterstützung eines überparteilichen Komitees als parteiloser Kandidat für den Schweizer Nationalrat. Kurz vor der Wahl gab Gasser bekannt, dass er sich nach einer allfälligen Wahl in Bern der CVP-Fraktion anschliessen wollte. Dadurch haben sich wohl letztendlich die Stimmen der CVP-Anhänger aufgespalten, dies zum Nachteil des offiziellen CVP-Kandidaten Patrick Imfeld, der mit 4'462 Stimmen ein besseres Ergebnis erzielte als Luke Gasser mit 3'095 Stimmen. Dadurch konnte der SVP-Kandidat Christoph von Rotz mit 61 Stimmen Vorsprung die Wahl gewinnen. Für die Schweizer Parlamentswahlen 2019 am 20. Oktober 2019 kandidierte Luke Gasser erneut als unabhängiger Kandidat für den Nationalrat, erreichte jedoch mit 1675 Stimmen nur das viertbeste Ergebnis. Der zweitplatzierte Peter Krummenacher (CVP) verpasste mit 5325 Stimmen nur um 87 Stimmen den Nationalratssitz, der – wie bereits 2007 – an die SVP ging.
Von 2008 bis 2010 war Luke Gasser Geschäftsführer des Regionalentwicklungsverbands (REV) in Obwalden. Er war 2009 Gründungspräsident des Vereins Film Zentralschweiz, den er bis 2015 präsidierte.
Luke Gasser ist mit der Schriftstellerin und Hochschuldozentin Elisabeth Zurgilgen befreundet.
Im September 2020 war er Erstunterzeichner des Appells für freie Debattenräume.

## Bildende Kunst

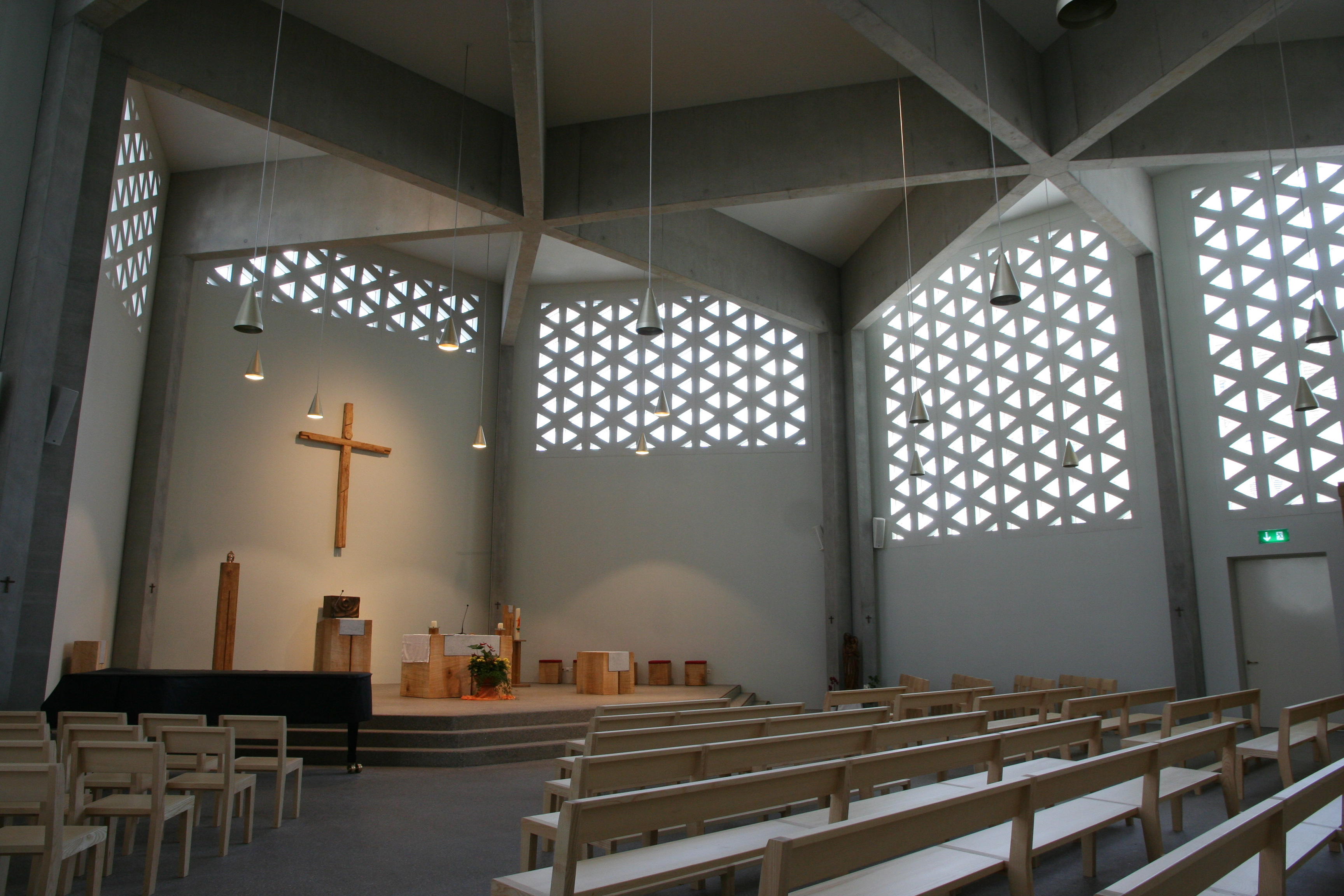
Altarraum der Kirche St. Mauritius, 2016 von Luke Gasser gestaltet

Die Werke von Luke Gasser wurden in Einzel- und Gruppenausstellungen in der ganzen Schweiz ausgestellt. 2004 gestaltete Gasser die neuen Glocken der Kirche St. Mauritius in Bonstetten und 2016 den Altarraum des Kirchenneubaus.

## Filmografie

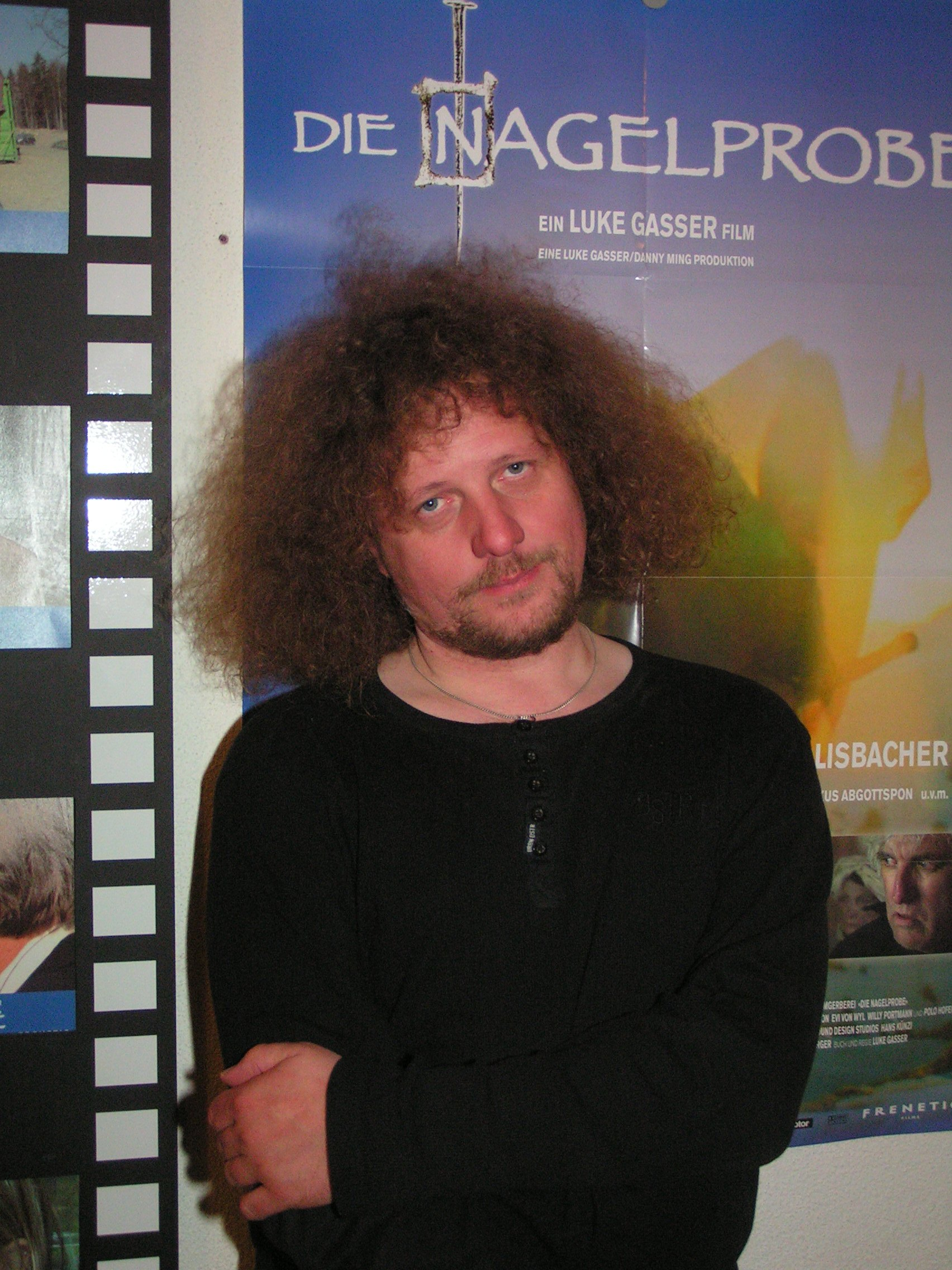
Luke Gasser (2010)

- 1998: «Der Ausfall», Dokumentationsfilm, eine historische Reise zwischen Bern und Paris, 200 Jahre nach dem Einfall der Franzosen in die Schweiz.
- 2000: «Baschis Vergeltung», Spielfilm, 93 Minuten, mittelalterliche Schauerballade.
- 2003: «Fremds Land», Spielfilm, 103 Minuten, Auswanderer-Drama, das zwischen 1812 und 1833 in Obwalden, Russland und Amerika spielt.
- 2004: «Hufschlag – Auf den Spuren der Säumer» Doku-Spielfilm, 75 Minuten, auf den Spuren der Säumer zwischen Luzern und Domodossola (Via Sbrinz).[15]
- 2006: «Anuk – Der Weg des Kriegers» (auch: «Anuk I – Wege des Kriegers»). Spielfilm, 92 Minuten, bronzezeitliche Saga mit mystischem Touch[16]
- 2009: «Die Nagelprobe», Spielfilm, 91 Minuten, mystischer Archäologenkrimi mit Parallelwelten im Jahre 1381 und 2009[17]
- 2010: «Bodmers Reise», 105 Minuten, Dokumentarisches Essay über den Schweizer Indianermaler Karl Bodmer, der in den Jahren 1833 und 1834 mit dem deutschen Naturforscher und Ethnologen Prinz Maximilian zu Wied den Missouri hinauffuhr und in meisterhaften Zeichnungen, Aquarellen und Gemälden das ursprüngliche Amerika zeigte. Der Film ist in einer Art Roadmovie angelegt und mit Reenactments gestaltet. Der Film wurde an über 20 Festivals in den USA, Italien und Neuseeland eingeladen.
- 2011: «Härdepfel im See – Wie die Lungerer ihren See vertrieben», 85 Minuten, Dokumentarfilm über die Absenkung des Lungerersees von 1836, mit Riodi Gasser.
- 2013: «The Making of Jesus Christ», Untertitel: «Eine persönliche Spurensuche», Dokumentar-Essay über Jesus von Nazaret, «die bedeutendste Persönlichkeit der gesamten Menschheit». Luke Gasser reiste an die Originalschauplätze und erzählt mittels Interviews mit dem Hollywood-Regisseur Paul Verhoeven und mit Theologen und Historikern (z. B. Eugen Drewermann und Perry Schmidt-Leukel) und mit Reenactments die Ereignisse um das Jahr 30. Luke Gasser hat zu dem Thema ein Buch geschrieben mit dem Titel «Sein Gesicht möchte ich sehen».[18]
- 2014: «Kirche, Ketzer, Kurtisanen – Das Konzil von Konstanz»[19]
- 2015: «Rabbuni oder Die Erben des Königs», Fortsetzung des Films «The Making Of Jesus Christ»
- 2017: «Von Flüe – Ein Mann in Pilgers Art»[20]
- 2018: «Anuk II – Der Feuerberg», Spielfilm, 81 Minuten, bronzezeitliche Saga, gedreht 2013
- 2018: «Anuk III – Die dunkle Flut», Spielfilm, 90 Minuten, bronzezeitliche Saga, gedreht 2012[21]
- 2021: «Gallus und Columban. Wie die Kelten Christus nach Europa brachten», Dokumentarfilm in Zusammenarbeit mit SRF 1, «Sternstunde Religion», Erstausstrahlung auf SRF 1 am 24. Oktober 2021[22][23]
- 2023: «Tell – Jagd auf ewig», engl.: «Tell – A Hunter’s Tale», gedreht 2018/2019. Der Kinostart war ursprünglich für 2020 geplant,[24] verzögerte sich jedoch wegen der Corona-Pandemie.[25]

## Diskografie
- 1996 Hensli Müller – Singer/Songwriter
- 1998 Melchtal – Urchig-rockige Ton-Metzgetä von Subaru bis Schachersepp
- 1999 Schtäischlag – Album mit 12 Mundart-Songs
- 2000 Rohstoff – Album mit 12 Mundart-Songs
- 2000 Baschis Vergeltung – Soundtracks zum Film
- 2003 Fremds Land – Das Album zum Film
- 2004 Schtiär – Album mit 12 harten Mundart-Songs
- 2005 Warrior Soul
- 2006 Anuk – Der Weg des Kriegers – Das Album zum Film
- 2007 Affäzahnd – Album mit 12 harten Mundart-Songs
- 2012 Retribution
- 2014 Flicker, das Lied Fire On My Mind im Duett mit Doro Pesch[27]
- 2015 Rock’n’Roll Welfare
- 2018 The Judas Tree
- 2021 Wildgärscht & Wätterhorn
- 2022 Kumpelding

## Bücher
- Der Ausfall 1998. Ein Kulturprojekt von Luke Gasser, mit Beiträgen von Franz Hohler, Elisabeth Zurgilgen, Pirmin Meier, Dominik Brun und Hanspeter Niederberger.
- Sein Gesicht möchte ich sehen – Die Jesus-Doku: das Buch zum Film «The making of Jesus». Weltbild, Augsburg 2013, ISBN 978-3-8289-5776-3.
- Ich habe ein Feuer auf die Welt geworfen, die Apostel-Doku: hatte Jesus wirklich eine Kirche im Sinn? Das Buch zum Film «Rabbuni oder die Erben des Königs». Weltbild, Olten 2015, ISBN 978-3-03812-590-7.
- Und essen mag er auch nicht mehr – Eine historische Erzählung, Buch zu dem Film «Von Flüe – Ein Mann in Pilgers Art». Weltbild, Olten 2017, mit DVD «Von Flüe – Ein Mann in Pilgers Art», ISBN 978-3-03812-703-1.
- Das Jericho-Prinzip – Abschied von der Last der Schuld. Weltbild, Olten 2019, ISBN 978-3-03812-766-6.

## Auszeichnungen
- 2003 für «Fremds Land»: Förderpreis der Zentralschweizer Radio- und Fernsehgesellschaft ZSRG; Nomination Prix Walo.
- 2010 für «Bodmers Reise»: New York City International Film Festival: Best Documentary; South Appalachean International Filmfestival Nashville: Best Art & Experimental Film; Hollywood International Filmfestival in Los Angeles: Merit Award
- 2011 für «Bodmers Reise»: Green Bay International Filmfestival: Best Documentary.
- 2012 für «The Making of Jesus Christ»: Platinum Reel Award für den besten Dokumentarfilm am Nevada Film Festival in Las Vegas, USA[28]